# Lycianthes limitanea
Lycianthes limitanea là loài thực vật có hoa trong họ Cà. Loài này được (Standl.) J.L. Gentry mô tả khoa học đầu tiên năm 1973.